# Lijst van nummer 1-hits in Duitsland in 1973
Deze hits stonden in 1973 op nummer 1 in de Der Musikmarkt, de bekendste hitlijst in Duitsland.
| Datum        | Artiest               | Titel                                             |
| ------------ | --------------------- | ------------------------------------------------- |
| 5 januari    | Wums Gesang           | Ich wünsch' mir 'ne kleine miezekatze             |
| 12 januari   | Wums Gesang           | Ich wünsch' mir 'ne kleine miezekatze             |
| 19 januari   | Wums Gesang           | Ich wünsch' mir 'ne kleine miezekatze             |
| 26 januari   | Wums Gesang           | Ich wünsch' mir 'ne kleine miezekatze             |
| 2 februari   | Wums Gesang           | Ich wünsch' mir 'ne kleine miezekatze             |
| 9 februari   | Wums Gesang           | Ich wünsch' mir 'ne kleine miezekatze             |
| 16 februari  | Wums Gesang           | Ich wünsch' mir 'ne kleine miezekatze             |
| 23 februari  | The Sweet             | Block buster!                                     |
| 2 maart      | The Sweet             | Block buster!                                     |
| 9 maart      | The Sweet             | Block buster!                                     |
| 16 maart     | Les Humphries Singers | Mama Loo                                          |
| 23 maart     | Les Humphries Singers | Mama Loo                                          |
| 30 maart     | The Sweet             | Block buster!                                     |
| 6 april      | Les Humphries Singers | Mama Loo                                          |
| 13 april     | Bernd Clüver          | Der junge mit der mundharmonika                   |
| 20 april     | Bernd Clüver          | Der junge mit der mundharmonika                   |
| 27 april     | Bernd Clüver          | Der junge mit der mundharmonika                   |
| 4 mei        | Bernd Clüver          | Der junge mit der mundharmonika                   |
| 11 mei       | Gilbert O'Sullivan    | Get down                                          |
| 18 mei       | Gilbert O'Sullivan    | Get down                                          |
| 25 mei       | Gilbert O'Sullivan    | Get down                                          |
| 1 juni       | Gilbert O'Sullivan    | Get down                                          |
| 8 juni       | Gilbert O'Sullivan    | Get down                                          |
| 15 juni      | Gilbert O'Sullivan    | Get down                                          |
| 22 juni      | Gilbert O'Sullivan    | Get down                                          |
| 29 juni      | Gilbert O'Sullivan    | Get down                                          |
| 6 juli       | Gilbert O'Sullivan    | Get down                                          |
| 13 juli      | Gilbert O'Sullivan    | Get down                                          |
| 20 juli      | The Sweet             | Hell raiser                                       |
| 27 juli      | The Sweet             | Hell raiser                                       |
| 3 augustus   | Demis Roussos         | Goodbye, my love, goodbye                         |
| 10 augustus  | Suzi Quatro           | Can the can                                       |
| 17 augustus  | Suzi Quatro           | Can the can                                       |
| 24 augustus  | Suzi Quatro           | Can the can                                       |
| 31 augustus  | Suzi Quatro           | Can the can                                       |
| 7 september  | Suzi Quatro           | Can the can                                       |
| 14 september | Suzi Quatro           | Can the can                                       |
| 21 september | Suzi Quatro           | Can the can                                       |
| 28 september | Suzi Quatro           | Can the can                                       |
| 5 oktober    | Bernd Clüver          | Der kleine prinz (Ein engel, der sehnsucht heißt) |
| 12 oktober   | Bernd Clüver          | Der kleine prinz (Ein engel, der sehnsucht heißt) |
| 19 oktober   | The Sweet             | The ballroom blitz                                |
| 26 oktober   | Bernd Clüver          | Der kleine prinz (Ein engel, der sehnsucht heißt) |
| 2 november   | Lobo                  | I'd love you to want me                           |
| 9 november   | Bernd Clüver          | Der kleine prinz (Ein engel, der sehnsucht heißt) |
| 16 november  | Lobo                  | I'd love you to want me                           |
| 23 november  | Lobo                  | I'd love you to want me                           |
| 30 november  | Lobo                  | I'd love you to want me                           |
| 7 december   | Lobo                  | I'd love you to want me                           |
| 14 december  | Lobo                  | I'd love you to want me                           |
| 21 december  | Lobo                  | I'd love you to want me                           |
| 28 december  | Lobo                  | I'd love you to want me                           |